# 現代標準漢語
現代標準漢語，亦稱新國音、國語、標準官話、標準漢語、華語，是一種漢語標準語與通用語，以北京官话为基础音、官話白話文著作为语法规范與書面文體，廣泛通行於華人地區。
現代標準漢語在各地有不同標準、稱呼與地位，依通行地區分為多套標準：於中国大陆為“普通话”，為法定共通語言；於臺灣為“國語”，扮演著實際官方语言角色；在新加坡和马来西亚等東南亞地區為“華語”；在香港和澳門常稱為「國語」或「普通话」，但常用度遠不及粵語。
1923年，中華民國教育部國語統一籌備會決定基於現代北方的官话白话文文法和北京話語音制定「新國音」，以取代老國音，1932年經中華民國教育部頒佈《國音常用字匯》後，被採納為中國的官方語言。當前在中国大陆和臺灣為實務上的官方語言，在新加坡則是官方語言之一，也是东南亚及其他海外華人群体除粵語外廣泛採用的其中一種中文通用語，且作為聯合國六種正式語文之一，成為漢語國家暨地區的非汉族、汉语方言使用者、外國人、華僑與華裔學習漢語的主要參照。
中華民國的「國語」、中華人民共和國的「普通話」與東南亞地區的「華語」在語音與詞彙上存在一些差別。現代標準漢語在世界各地的口语中出現许多的腔調變體，如臺灣國語和新馬華語等；中國大陸更出现更多腔調變體，衍生出各种带有地方特色的「地方普通話」。

## 名稱

### 現代標準漢語
現代標準漢語是现代汉语口语与书面语的官定标准，基于现代北方汉语的文法和语音，做为官方、教学、媒体等的标准用语。然而「漢語」本身包含多種語言或方言，但所謂標準漢語卻只是指官話北京語音。

### 國語
中華民國政府對其正式称谓是「國語」，教育部門多稱中華民國國語文，由教育部終身教育司（第四科，閱讀及語文教育科，2012年12月以前為教育部國語推行委員會）規範與推廣。而香港和澳門也依然習慣稱之為國語。
國語分廣義和狹義，依據國立編譯館主編、正中書局出版的部編大專用書《國語》解釋，大意為：
- 對外語來說，則國內各民族的一切語言和文字，可統稱為廣義的國語；
- 在本國，對方言來說，則指國家選定以北京地方的現代音系為標準音的標準國語，為狹義的國語，對內用以通行各地，對外作為國家語言的代表。[6]

臺灣自國民政府1945年統治以後使用國語作為官方標準。

### 普通話
1955年，中华人民共和国全国文字改革会议把「國語」改称「普通话」，意为“普遍共通、普遍通用”之全國共通語言，中华人民共和国国务院发出关于推广普通话的指示，就是「以北京语音为标准音，以北方话为基础方言，以典范的现代白话文著作为语法规范」，以“推广普通话”为重要的政策之一。2000年，中国全国人大常委会制定国家通用语言文字法，规定国家通用语言文字是普通话和规范汉字。
港澳地區較常將「國語」一詞作為現代標準漢語的稱呼。在香港、澳門，粵語是通行語言也是政府工作語言，政府不強制推廣普通話，不少中小學校以粵語為教學語言，但都教授普通話。澳門特別行政區政府以及民間機構均通過不同方式推行普通話，但民間交流仍然使用粵語。在香港，粵語和英語已成為社會主流語言和定型語言，粵、英夾雜地講話極為普遍。在政府部門、法律界、專業人士和商界裏，英文是廣泛採用的語文，但許多於香港營商或到中國大陸和台灣經商的企業中，精通粵語、英語和普通話的三語人才都擔任重要職位。香港、澳門過去分別被英國、葡萄牙所統治，殖民統治期間，國語或普通話不曾提倡及鼓勵使用，但不少從中國大陸來的人會懂得普通話，後來主流使用廣東話。
新疆维吾尔自治区亦有时用“国语”称呼普通话，并针对少数民族开展讲国语运动。

### 華語
「華語」和「唐話」常用於海外華人。1960年代中葉以前，「華語」是東南亞地區對各種漢語族語言或方言的統稱，例如馬來西亞報章會把港產片（使用廣府話）、廈語片（使用廈門話）、國語片（使用北京官話）一概稱為「華語電影」；1960年代中葉後，馬來西亞開始把「華語」專指以北京語音為標準音、以北方官話為基礎的普通話，粵語和閩南語被排除出「華語」之列。馬來西亞華語和新加坡華語的稱呼沿襲了此一經過重新定義的「華語」。然而，在香港、澳門、海外華僑等地區，「華語」仍常常用來指多種漢語，對於以「華語」來專指規範化官話的用法，當地有些人會感到含混甚至不滿。

## 發展歷史

### 现代漢語的来源
元朝時，以中原音及大都話為基礎，制定天下通語，作為標準語，成為北方官話。明朝初年時，以北方官話為主，參照南方下江官話，制定南京官話。明成祖遷都北京後仍以南京官話為標準官話正音，但北方官話的影響力增強。清朝官场上的官方语言满汉双语制，漢語正音延續明代。实际上則仍用漢語為主。由於明至清代定都北京的關係，腔調逐漸染上以北京語音與北方話的腔調，經過時間生成了北京官話。现代汉语标准语定命於明清官话体系。北京音系的聲調，為陰平、陽平、上、去之四聲，而沒有入聲，例如「合」、「含」等字沒有合口尾音，而且尖團合流，「箭」「劍」不分。
雍正六年（1728年）8月6日，雍正上諭內閣曰：
|  | 凡官員有蒞民之責，其言語必使人人共曉，然後可以通達民情，熟悉地方事宜，辦理無誤。是以古者六書之訓，必使諧聲會意，嫻習言語，皆所以成遵道之風，著同文之盛也。朕每引見大小臣工，凡陳奏履歷之時，惟有閩、廣兩省之人，仍系鄉音，不可通曉。夫伊等以現登仕籍之人，經赴部演禮之後，敷奏對揚，仍有不可通曉之語，則赴任他省，又安能宣讀訓諭，審斷詞訟，皆歷歷清楚，使小民共曉乎？官民上下，言語不通，必使胥吏從中代為傳遞，於是添設假借，百病叢生，而事理之貽誤者多矣。且此兩省之人，其言語既不可通曉，不但伊等歷任他省，不能深悉下民之情，即身為編氓，亦不能明悉官長之言，是上下之情，扞格不通，其為不便實甚。但語言自幼習成，驟難更改，故必徐加訓道，庶幾歷久可通。應令福建、廣東兩省督撫，轉飭所屬府州縣有司教官，徧為傳示，多方訓導，務使語言明白，使人易通，不得仍前習為鄉音，則伊等將來履歷奏對，可得詳明，而出仕地方，民情亦易達矣。 |

上諭頒布後，閩粵二省的各個郡縣普遍建立了正音書院、書館，教授官話。

### 清末民初的國語運動
19世纪日本明治维新后开展“言文一致運動”以及文字改革运动，提倡廢除漢字。留学德国归来的国語改變主義者上田万年在日本作《国语与国家》的演讲，提出了“一个国家、一个国民、一个国语”的三位一体国语观，稱“国语是国家的藩屏，国语是国民的慈母”。他指导明治政府设立的文部大臣直属機关「国語調查委員会」，主持编写《大日本国語辞典》，通过国民教育在日本推行标准日本语。不论‘国语’或‘普通话’，都是借自近代日本所用的名称。1892年，受日本和西歐等國語言統一、教育普及的影響，福建落第士子卢戆章提出用南京話來統一全國語言。1898年，卢戆章的老鄉林辂存向光緒帝上書建議“正以京師官音，頒行海內，則皇靈所及之地，無論蒙古、西藏、青海、伊犁，以及南洋數十島國，凡華民散居處所，不數十年間，書可同文，言可同音。”。
清朝百日維新失敗後，禮部主事王照流亡日本，1900年，王照摹仿日本「片假名」的形式，以一如國書（滿文）十二字头之法，創製「官話合音字母」為「北京話」注音，出版《官話合聲字母》一書。王照的京師拼音官話書報社，定官話字母，以五十母，十二韻，四聲，輾轉相拼，得二千餘音。包括京師語言，其取音用合聲之法，與國書字頭相表裏。而字體則取漢字筆畫，相合而成。1902年，京师大学堂总教习吳汝綸從日本考察學政回國，为日本推行国语（东京话）的成就所感动，向京師大學堂管学大臣張百熙上書，主張以京城聲口統一天下，以一統國民。吳汝綸稱道王照的注音字母“盡是京城口聲，尤可使天下語言一律”，而得劐當時管學大臣張百熙、北洋大臣袁世凱的支持。光緒28年（1902），张百熙奏陳所擬學堂章程，奉准頒行，史稱《欽定學堂章程》，確立了漢語的國語地位。
張之洞、張百熙等為清朝制定《學務綱要》指出：“中國民間各操土音，致一省之人彼此不能通語，辦事動多扞格，茲擬官音統一天下語言，故自師範以及高等小學堂，均於中國文一科內附於官話一門。其練習官話，各學堂皆以用《聖諭廣訓直解》一書為準。”《聖諭廣訓》的宣講使北京官话在全國通行。通行本《聖諭廣訓直解》在官辦新學課堂“中國文學”學科中，已被指定為“習官話”的教材，因“其文皆係京師語”，每星期應學習一次。這是北京官话和白話文得以推廣的前提。學部光緒三十二年四月（1906年5月）制訂的《奏定各省勸學所章程》，明確將“宣講所”納入各廳、州、縣必須設立的勸學所建制中。有關規定也強調了與宣講《聖諭廣訓》的銜接，內容要求與天津成例亦相近：“各屬地方一律設立宣講所，遵照從前宣講《聖諭廣訓》章程，延聘專員，隨時宣講。……宣講應首重《聖諭廣訓》，凡遇宣講聖諭之時，應肅立起敬，不得懈怠。……其學部頒行宣講各書，及國民教育、修身、歷史、地理、格致等淺近事理，以迄白話新聞，概在應行宣講之列。”則《聖諭廣訓》的白話解讀本是晚清白話文運動和國語運動的一條線索。1910年10月，学部基于尚書荣庆的指示，命令各省小、中学堂在国语教科之外，增设官话教科。
1905年，勞乃宣將王照的官話字母加以修正，作《簡字譜》一書。1906年，卢戆章也贊成用京城語音統一語言。盧懋章的“京音”方案有字母63個（聲母21個、結合韻母42個）。
1909年，清政府設立「國語編審委員會」，将当时通用的官话正式命名为“國語”。这是汉语首次得到官方命名。1910年因《拼音官話報》觸犯攝政王載灃，「官話合音字母」被清政府禁止傳習。從1900年（王照創制官話字母）到1910年（清朝攝政王查禁官話字母），推行了10年，遍及13省，編印書籍6萬餘部。
1910年，資政院議員滿人慶福等《陳請資政院頒行官話簡字說帖》：“竊維官話簡字，舊名官聲字母，本國書合聲之製，取首善京音為準，發現於天津，實驗於各處。拼音不過兩母，故較東西各國拼法為易學易記；四等不分於韻母，故較中國韻學舊法為直截了當。”資政院議員江謙在《質問學部分年籌辦國語教育說帖》中提出了“用合聲字拼合國語，以收統一之效”的主張。連署此說帖的有嚴復等32人。此案通過提交學部。1911年，清朝学部召开中央教育会议，会上通过王邵廉等人提出的《统一国语办法案》，其中包括“以京音為主，審定標準音，以官話為主，審定標準語”。決議在京城成立國語調查總會，各省設分會，進行語詞、文法、音韻調查，審定國語標準，編輯國語課本、國語辭典和方言對照表等；並提出語音以京音為主，調整四聲，不廢入聲；語詞以官話為主，擇其正當雅訓者。章太炎指責北京音為“金元虜語”（這種說法被現代語言學家批評），為方言爭地位。吴稚晖認為“南人則雜有苗蠻之音，然北人亦未嘗不離胡羌之聲……多數人通解之音為最當。”

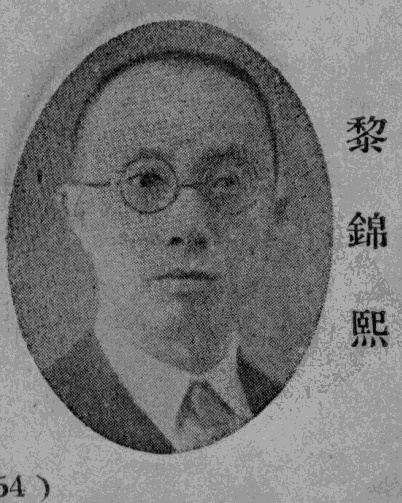
國語統一籌備會委员黎錦熙

1912年，中華民國成立後，為了團結各民族，提倡國語運動，政府公报出现《教育部征求各处方音广告》，提到“本部现拟编定国语音韵标准”云云，广告多次发布。教育總長蔡元培主持通過“採用注音字母案”，併計劃成立讀音統一委員會。12月，教育部公佈“讀音統一會章程”及任務為：
1. 審定一切字音為法定國音；
2. 將所有國音均析為至單至純之音素，審定所有音素總數；
3. 採定字母，每音素均以字母表之。

1913年2月在北京召開的讀音統一會制定了史稱“老國音”的國音系统，確定了以“北京音爲主，兼顧南北”的國音，具有入聲。读音统一会筹备处由蔡元培任总长的教育部成立，吴稚晖任議長，王照任副議長，網羅全國文字學、音韻學、語言學之權威專家一共80人，其中由教育部任命的有50人左右，其余为各省推举。来自江苏的会员有17人，浙江9人，直隶7人，福建、广东、湖南各4人。最終參與表决的共44人。1913年讀音統一會上的爭吵打架，是明清南北兩派正音傳統的最後一次衝突。王照為了入聲存廢問題，曾和吳稚暉大戰。
這個會開了三個月，爭論很激烈，結果是製定了三十九個字母，稱為“注音字母”。字母的形式是採用筆劃最簡而音讀與聲母韻母最相近的古字。
拼音官話書報社的編譯員、各號官話字母義塾的教員、教習、經理、贊成員等111人向資政院的說帖提道：
|  | 凡京師所在，人皆趨之。千百年薈萃磨練，而成此一種京戲話，斯即中央而非偏隅也。且原與京話大略相同者，已有直隸、奉天、吉林、黑龍江、山東、河南、甘肅、雲南、貴州、四川、陝西十一省，及江蘇、安徽之兩半省矣。此外各語，無兩省相同者。為高因陵，為下因澤，豈有捨京語而別事矯揉之理哉！京語非北京人私有之語，乃全國人共有之語。 |

最後讀音統一會決定以“每省區為一表決權，以最多數為會中審定之讀音”。讀音統一會從清人李光地《音韻闡微》中選出6500多個常用字，以表決方式審定國音，编成《国音汇编草》，並擬訂了一套注音字母。依照清朝李光地的《音韻闡微》的同音字，採取較為常用者，隔夜印發各會員，以便分省商定音讀，用會中預備的「記音字母」注於字單上。次日開會每省提出一張記音字單，由注音員逐字比較各音的多少，而以該字最多數的音為會中審定的讀音。同期並制定了注音字母第一式。满文十二字头“合声法”标音的《音韻闡微·凡例》說：“世傳切韻之書，其用法繁而取音難。今依本朝字書合聲切法，則用法簡而取音易。”审定每一个字的标准读音，称为“国音”。每个字的音素定下来之后，还要制定相应的字母来代表每一个音素。会议过程中，对有争议的字音，以多数票决定“国音”。
教育部令第75号：“查统一国语问题，前清学部中央会议业经议决。民国以来，本部鉴于统一国语，必先从统一读音入手，爰于元年特开读音统一会，讨论此事。经该会会员议定注音字母三十有九，以代反切之用，并由会员多数决定常用诸字之读昔，呈请本部设法推行在案。”但北洋政府迟迟不予公布。

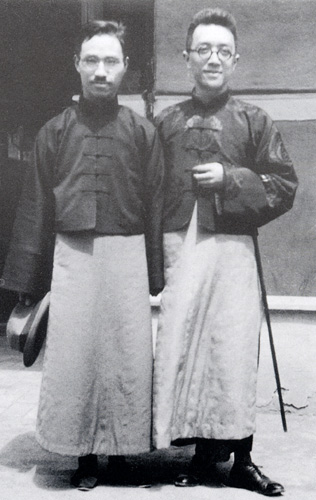
“国语统一筹备会”成员胡适以及反对新文学的胡先骕

1916年袁世凯死后，教育部有批人认为民国所以出了“皇帝”，在于民智不开。应推行白话，以广文化。1917年2月，蔡元培、吴稚晖、黎锦熙等組織成立“中華民國國語研究會”（簡稱“國語研究會”），主张“言文一致”、“国语统一”，催促北洋政府公布國語。其《成立緣起》指出：“中華民國國語研究會之起源，蓋由同仁等目擊今日小學校學生國文科之不能應用，與夫國文教師之難得，私塾教師之不曉文義，而無術以改良之也。……同人等到以為國民學校之教科書必改用白話文體，此斷斷乎無可疑者。惟既以白話為文，則不可不有一定之標準，……”國語研究會五項任務為：調查各省方言；選定標準語；編輯標準語的文法辭典；用標準語編輯國民學校教科書及參考書，“國文”教科書改稱“國語”教科書；編輯國語刊物。黎锦熙的国语研究会与北京大学国文门研究所国语部钱玄同、刘半农、胡适等联合讨论国语统一之事，国语研究会会长蔡元培校长出席指导。随后胡适在北京大学文科学长陈独秀办的《新青年》发表《文学改良刍议》提出文学革命。胡适在《建设的文学革命论——国语的文学/文学的国语》中提出“用白话作各种文学”。1917年，吳稚暉依據《康熙字典》部首排列，將《國音彙編》改編為《國音字典》。
1918年11月23日，教育部頒布第七五號令指出：“查國語統一問題，前清學部中央會議業經議決。民國以來，本部鑑於統一國語，必先從統一讀音入手，爰於元年特開讀音統一會，討論此事。”1918年，中華民國教育部正式公佈注音字母，字母形式全部都是筆劃簡單的古漢字，音節的拼寫採用聲、介、韻三拼法。1918年，錢玄同在《新青年》4卷4期上發表《中國今後的文字問題》一文說：“廢孔學，不可不先廢漢文；欲驅除一般人之幼稚的、野蠻的、頑固的思想，尤不可不先廢漢文。”他贊成吳稚暉提出的辦法：限制漢字字數，夾用世界語，逐漸廢除漢字。陳獨秀的答復是：贊成廢除漢字，不贊成廢除漢語，認為“惟有先廢漢文，且存漢語，而改用羅馬字母書之。”胡適則表示“中國將來應該有拼音文字，但是文言文中單音太多，決不能變成拼音文字。所以必須選用白話文字來代替文言文字，然後再把白話文字變成拼音的文字。”逐漸形成了國語羅馬字運動。胡适1918年写《建设的文学革命论》将文学革命的目标归结到“国语的文学，文学的国语”十个大字，又加以解释曰：“我们所提倡的文学革命，只是要替中国创造一种国语的文学。有了国语的文学，方才可有文学的国语。有了文学的国语，我们的国语才可算得真正国语。国语没有文学，便没有生命，便没有价值，便不能成立，便不能发达。”新文化运动批判旧文学，提倡新文学，反对文言文，提倡白话文，倡导“白话文学为文学正宗”、声明“文言一致的方针”，有力地促进“国语运动”的发展。吳稚暉仍然堅持主張用世界語代替漢語，反對用羅馬字拼音。傅斯年針對吳稚暉的觀點，發表一篇長文《漢語改用拼音文字的初步談》，主張用羅馬字母的拼音文字拼寫漢語。中华民国正式公布注音字母，并决定在全国高等师范附设“国语讲习科”。
1919年，国语运动与言文一致运动、文学革命运动在国语研究会合流，会员近万人。1919年4月21日，北洋政府成立國語統一籌備會，與會者包括吳敬恒、黎錦熙、趙元任、林語堂、錢玄同、胡適、劉復、周作人、蔡元培、許地山、汪怡等人。經教育部指定張一聾為會長，吳稚暉、袁希濤為副會長，會員有劉半農及錢玄同。劉復、周作人、胡適、朱希祖、錢玄同、馬裕藻等提出《國語統一進行方法》等議案。9月，吴敬恒等人将读音统一会审定的七千二百个汉字的国音和没有审定的同音字六百五十余个，总共一万三千七百余字，编成一部《國音字典》出版并由教育部公佈。教育部同時明示：“北京亦有若干土音，不特與普通音不合，且與北京人讀書之正音不合，此類土音，當然捨弃，自不待言。”第六屆全國教育會聯合會開會於上海，議決「請教育部廣徵各方面意見，定北京音爲國音標準，照此旨修定《國音字典》，即行頒布。」胡适为国语统一筹备会起草并修正的《请颁行新式标点符号议案》被教育部以《训令第五十三号》颁发实行。
1920年，“国语统一筹备会”在北京召开大会，通过了马裕藻、周作人、刘复、钱玄同、胡适等人提出的议案《国语统一进行方法》，其中第三项为“统一国语既然要从小学校入手，就应该把小学校所用的各种课本看作传布国语的大本营，其中国文一项尤为重要”。1920年1月24日《教育部令第七号》通令全国国民小学一、二年级改国文为语体文，废除古文，以期收言文一致之效。《教育部令第八号》通令小学读本“宜取普通语体文，避用土语，并注重语法之程式。”北京大学国文系以胡适、周作人、余平伯的散文以及徐志摩的诗歌为教材，极大推动了新文学运动。黎锦熙的弟弟黎锦晖擔任「國語統一籌備會」幹事，編寫了《新小學教科書·國語讀本》，並出任「國語專修學校」的校長等職，创作歌舞，親自向兒童們普及國語。由於《國音字典》語音標準與北京語音標準産生的矛盾，爆發了“京國之爭”。同年，南京高等師範學校英文科主任張士一發表《國語統一問題》，認為注音字母連同國音都要做根本的改造，不認同國音，主張以北京音為國音標準。張士一在《國語統一問題》一書中明確提出，連注音字母帶國音都要根本改造，其辦法是：一、由教育部公佈合於學理的標準語定義——就是定至少受過中等教育的北京本地人的話為國語的標準；二、由教育部主持，請有真正科學的語音學訓練的人去研究標準語裡頭所用的音，分析之後，先用科學的方法記下；三、由教育部主持，請語音學家、語言學家、心理學家、教育學家製配字母。全國教育會聯合會和江蘇全省師範附屬小學聯合會相繼做出了定北京語音爲標準音的決議，最後由“增修國音字典委員會”將國音確立了“以北京讀法為標準音”，即“新国音”，並開始在全國學校推廣。《國音字典附錄》:“凡遇原來注音有生僻不習者，已各照普通音改注；北京音之合於普通音者。當然在採取之列。”《國音字典》只將聲母和韻母拼定字音，不但沒有指定何種方言可以作口頭上標準之聲調，就連紙片上的四聲點也沒有點進去。由於平上去入各地調値不一，在民國初年的「國語」及《國音字典》雖然有各漢字的聲韻拼法，但對於聲調的表現法卻莫衷一是，沒有統一的標準可言。在京音派持續鼓吹其主張之際，黎錦熙等人開始提出以北京聲調爲準則的意見。連原來主張廢除五聲的人也出來呼籲教育部從速公佈國音聲調的標準，许多有识之士提出“最好就用北京調為國語的聲調標準”。
1921年，中華國音留聲機片及國語留聲機片先後發行，確定了國音聲調。中華國音留聲機片由王璞在上海發音，陰陽上去依北京聲調，入聲短而不促，仿自北京讀書音。國語留聲機片是趙元任在美國發音，上海商務印書館製作發行，陰陽上去依北京聲調，入聲則為標準南京音。
1922年，在国语统一筹备会第四次大会中就有黎锦晖提出《废除汉字采用新拼音文字案》。1922年8月“国语月刊汉字改革号”出版以后，创制拉丁字拼音方案的风气更达到高潮。钱玄同式两种，赵元任式一种（1922），周辨明“中华国语音声字制”一种（1923）。1922年和1925年周作人先后发表了《国语改造的意见》以及《理想的国语》，强调国语的文化建设功能，以白话（即口语）为基本，加入古文（词或成语，并不是成段的文章）、方言及外来语，融合古今中外的语言，倡议国民全体用国语。瞿秋白则批评这种现代汉语是“非驴非马”的新文言。翻译西方文学对国语的语法影响至深。鲁迅也认为接近欧化文法是必要的。国语是一种不同于古代汉语的新的语言体系。国语研究会出版会刊《国语月刊》。胡适发表《五十年来中国之文学》认为文学革命已大胜。

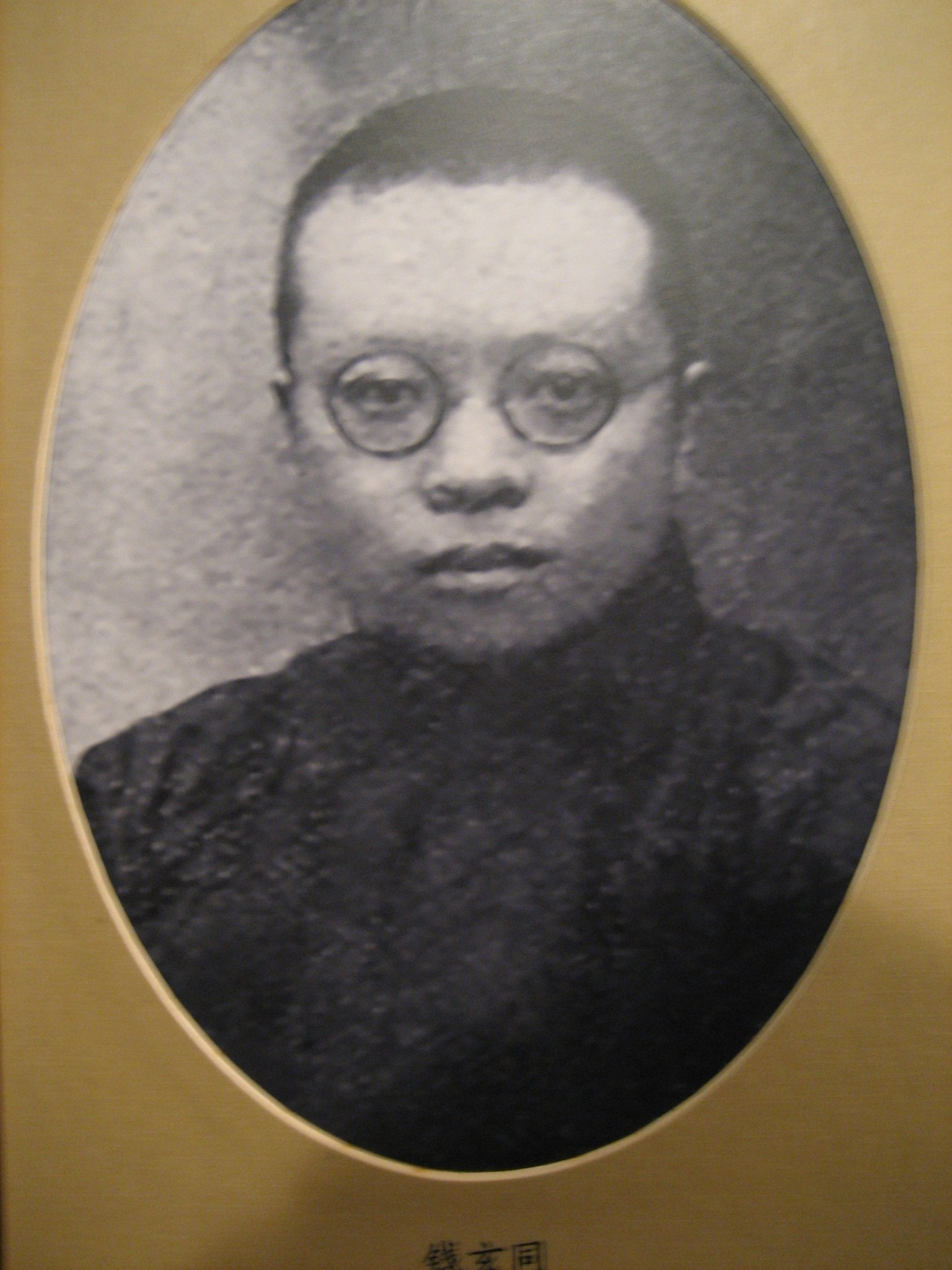
国语推行委员会常务委员钱玄同

1923年，中华教育改进社又把社员叶谷虚提出的《请审定一种罗马字拼音制度案》转送筹备会。于是筹备会决议组织“国语罗马字拼音研究委员会”，國語統一籌備會另組成一個叫做「國浯羅馬字拼音研究委員會」，推舉了錢玄同、趙元任、黎錦熙等十一位當委員，負貴起草和擬訂方案。1924年至1925年，錢玄同、劉半農、林語堂等人每月在東方飯店聚會研討，最終發明了以羅馬字母為漢字注音的方案，這是最早的漢語拼音。1923年，钱玄同在《国语月刊》第一卷《汉字改革专号》上发表〈汉字革命〉长文：“我敢大胆宣言：汉字不革命，则教育决不能普及，国语决不能统一，国语的文学决不能发展，全世界的人们公有的新道理、新学问、新知识决不能很便利、很自由地用国语写出。何以故？因汉字难识、难记、难写故；因僵死的汉字不足以表示活泼泼的国语故；因汉字不是表示语音的利器故；因有汉字作梗，则新学、新理的原字难以输入于国语故”。他几乎把中国所有的落后、封闭、野蛮都怪罪于汉字。汉字成了“千古罪人”。
1924年黎锦熙《新著国语文法》出版，这是第一部系统的现代汉语语法学著作，提出“依句辨品，离句无品”，仿造英语语法。汪怡《新著国语发音学》出版。1924年北京临时政府成立，章士钊任司法总长兼教育总长，反对国语运动和新文学，与以南京东南大学为中心的学衡派形成夹击国语运动与新文学运动的声势。钱玄同的学生魏建功在《国语周刊》上发表《打倒国语运动的拦路虎》一文。1925年9月，劉復在趙元任家發起組織在京的音韻學家學術討論的“數人會”，成員是：劉復、趙元任、林語堂、汪怡、錢玄同、黎錦熙。除劉復外，其餘的都是“國語羅馬字拼音研究委員會”委員。從1925年9月至1926年9月，整整用了一年時間，開了22次討論會，“數人會”終於議決了一份《國語羅馬字拼音法式》。9月14日，正式召開“國語羅馬字拼音研究委員會”，決議通過，呈交教育部。11月9日，由教育部“國語統一籌備會”作非正式公佈。佈告中說：“羅馬字母，世界通用，辨認拼切，已成國民常識之一”，因此，“定此《國語羅馬字拼音法式》，與《注音字母》兩兩對照，以為國音推行之助。此後增修《國音字典》，即依校訂之國語標準音拼成羅馬字，添記於《注音字母》之後，教育、交通、工商各界，如遇需用羅馬字時，即以此種拼音法式為標準，以昭劃一而便通行”。1925年6月14日，钱玄同与黎锦熙主编的《京报》副刊之一《国语周刊》创刊发行。新文学运动所产生的文学刊物也大量出现。
1926年1月1日在北京中央公園舉行了全國國語運動大會，通過了《全國國語運動大會宣言》。《宣言》第一次明確宣告：“這種公共的語言並不是人造的，乃是自然的語言中之一種；也不就把這幾百年來小說戲曲所傳播的‘官話’視為滿足，還得採用現代社會的一種方言，就是北京的方言。北京的方言就是標準的方言，就是中華民國公共的語言，就是用來統一全國的標準國語。這也是自然的趨勢，用不著強迫的：因為交通上、文化上、學藝上、政治上，向來都是把北京地方作中樞，而標準的語言照例必和這幾項事情有關係，然後內容能豐富，可以兼採八方薈萃的方言和外來語，可以加入通俗成語和古詞類；然後形式能完善，可以具有理論上精密的組織，可以添加藝術上優美的色彩。這彷彿是一種理想的語言，但北京的方言，因環境和時代的關係，實已具有這種自然的趨勢，所以採定北京語為標準國語，比較地可算資格相當。”胡適在《國語講習所同學錄·序》中說：“我們如果考察歐洲近世各國國語的歷史，我們應該知道，沒有一種國語是先定了標準才發生的；沒有一國不是先有了國語然後有所謂‘標準’的。凡是國語的發生，必是先有了一種方言比較的通行最遠，比較的產生最多的活文學，可以採用作國語的中堅分子；這個分子的方言，逐漸推行出去，隨時吸收各地方言的特別貢獻，同時便逐漸變換各地的土話：這便是國語的成立。有了國語，有了國語的文學，然後有些學者起來研究這種國語的文法，發音等等；然後有字典、詞典、文典，言語學等等出來，這才是國語標準的成立。”同年，国语统一筹备委员会制订并发表了《国语罗马字拼音法式》，布告决定推行王璞、赵元任、钱玄同、黎锦熙、汪怡、白镇瀛为起草委员所修订的国语标准音，及以北京语音为标准，罗马字母辨认拼切。
胡適在教育部第三屆國語講習班、南開學校、南開大學、教育部第四屆國語講習所講授《國語文學史》。1927年4月北京文化學社以南開油印本講義作底本出版《國語文學史》。
1928年北師大教授錢玄同提出“請組織《國音字典》增修委員會案”。7月12日，國語統一籌備委員會成立“國音字典增修委員會”，代理主席沈步洲指定王璞、張士一等27人為“國音字典增修委員會”委員，逐字審改《國音字典》，正式採用北平地方音編成《國音常用字彙》取代《國音字典》。1929年《小学课程暂行标准-小学国语》指示：“练习运用本国的标准语，以为表情达意的工具，以期全国语言相通。”
1931年北京大学公布《国文学系布告》，分散文、诗歌、小说和戏剧四组。胡适、周作人和余平伯担任担任散文指导教员；徐志摩和孙大雨担任诗歌教员；冯文炳担任小说教员。新文学运动的老教授退出教学一线以后，罗常培和魏建功接棒从事国语推广，并在1936年合拟了文学系课程纲要。
1932年5月，中華民國教育部正式公佈並出版《國音常用字彙》，指定北平語音為國語拼音和聲調的標準，爲確立國語的標準提供了範本，為現代漢語標準第一個系統——國語系統。《國音常用字彙》序言對國音以北京音為標準的含義做了進一步說明，“所謂以現代北平音標準音者，係指‘現代的北平音系’而言，並非必字字尊其土音”。京中市井土語與京中通用之官話不同。1935年，國語統一籌備委員會改組為國語推行委員會，開始進行國語的全面普及和推廣教育工作。
1932年之後的國語廣播採取以《國音常用字彙》為標準的形式。1937年，中國第一部現代漢語辭典《國語辭典》由黎錦熙、錢玄同主編、中國大辭典編纂處出版。1938年3月，在“國語統一籌備委員會”基础上成立中國辭典編纂處，所長黎錦熙。
1940年，國民政府公佈準照國音的《中華新韻》。往後的國語系統及普通話系統、華語系統，均源於中華民國此時期的國語系統。
1948年《国语课程标准》：“指导儿童练习国语，熟谙国语的语气语调和拟势作用。”

### 1949年后
1949年之後，中國大陸與台灣的官方語标准（分别为普通話系统和國語系统）沿不同的轨迹发展。台湾的《国语审订表》和中國大陆《普通话审音表》有所差别。此外，在东南亚等华人地区，有源于国语系统的华语系统。
台灣於1945年開始以中華民國的新國音作為國語標準。之後的語音，依使用人群，常混有台灣閩南語、客家或原住民口音。
1955年中国科学院召开现代汉语规范问题学术会议，与会代表一致同意北京音为标准音，決議用「普通話」来称呼汉语标准语。会议对普通话的内容作了定义式的规定，除了继续以北京语音为标准音以外，新增加了“以北方方言为基础方言，以典范的现代白话文著作为语法规范”这两项内容。按中华人民共和国相关机构的解释，“普通”二字的涵義是“普遍”和“共通”，不称为“國語”是對少數民族語言的尊重。普通话仍以北京音为基础，与（老派）国语相比，在单字的发音上几乎相同，但在听感（涉及到语调等）、词汇上又有不同。自1950年代起，各时期普通话的特点亦有所变化，兩者已有一定的区别。1950年8月，国家出版总署组建新华辞书社，着手编写《新华字典》，由钱玄同的学生、北大中文系主任魏建功主编。1953年出版的《新华字典》的注音体系和《国音字典》一致，在文白异读上，较《国音字典》来说更注重口语音。1955年11月17日，教育部发出《关于在中学、小学和各级师范学校大力推广普通话的指示》。同时，中国人民解放军总政治部向全军发出《关于在军队中推行汉字简化、推广普通话和实现语言规范化的通知》。编写《现代汉语词典》是1955年10月，在国务院领导下召开的全国现代汉语规范问题学术会议上确定的任务。1956年，国务院成立中央推广普通话工作委员会，发出《关于推广普通话的指示》。国务院指示中国社会科学院语言研究所（以下简称语言所，前身为中国科学院语言研究所）开始编纂《现代汉语词典》，1978年由商务印书馆正式出版。《現代漢語詞典》和《新華字典》是繼1930年代《國語字典》後最權威的現代漢語工具書。1958年，几经修订的《汉语拼音方案》经全国人民代表大会批准，代替已经推行40年的注音字母。1956年普通话审音委员会成立，历经八年编成《普通话异读词审音表初稿》及“续编”“三编”，1963年合并为《普通话异读词审音总表初稿》，奠定普通话语音规范的基础。1982年中国文字改革委员会重新组织成立普通话审音委员会，开展第二次普通话审音工作，以《总表初稿》为基础，形成《普通话异读词审音表》。此表1985年由国家语委、国家教委、广播电视部联合发布，是普通话语音的现行国家标准，是普通话推广普及的基础依据。全国语言文字工作会议提出了推广普通话的跨世纪奋斗目标，计划在2010年以前在全国初步普及普通话，下世纪中叶在全国普及普通话。1992年国家语委举行全体会议，审议并通过《国家语言文字工作十年规划和八五计划纲要》（草案）。八五计划期间，推广普通话工作方针由“大力提倡，重点推行，逐步普及”调整为“大力推行，积极普及，逐步提高”。努力使普通话成为学校的校园语言，成为党政机关的工作用语，成为交通、邮电、商业、旅游等公共服务行业部门的主要服务用语，成为省、市级以上广播电台、电视台的播音用语。部分中心城市和经济发达地区要率先普及普通话。国家语言文字工作委员会“八五”规划的重点项目，根据《简化字总表》《现代汉语通用字表》《第一批异体字整理表》等规范字形，根据《第一批异形词整理表》规范词形，根据《汉语拼音方案》和《普通话异读词审音表》规范读音等，出版了“新的有特色的现代汉语词典”《现代汉语规范词典》。2011年10月28日，新的普通话审音委员会成立。
1949年主持教材工作的叶圣陶力主将小学“国语”科改称“语文”。1950年《小学语文课程暂行标准（草案）》规定：“所谓语文，应是以北京音系为标准的普通话和照普通话写出的语体文。”“讲解用的语言，仍用以北京音系为标准的普通话，不用方言土语。”《小学语文教学大纲草案（初稿）》和《小学语文教学大纲（草案）》再次强调：“教给儿童的语言必须是规范化的汉民族的共同语言。这种语言就是以北京语音为标准音、以北方话为基础方言、以典范的现代白话文著作为语法规范的普通话。推广普通话是小学语文科的一项重要任务。”“第一是词的声音。这首先要求依照普通话的语音进行教学；在方言区域须特别注意正音工作。”《九年义务教育全日制小学语文教学大纲（试用修订版）》继续要求：“坚持说普通话，能用普通话清楚明白地表达自己的意思。”1982年，吕叔湘在人民日报上呼吁推广普通话，提出“所有学校都应该是推广普通话的阵地”、“小学是推广普通话的重点”。1982年，第五届全国人大五次会议通过的宪法第19条规定：“国家推广全国通用的普通话。”接着，教育部等15个单位向全国发出《大家都来说普通话的倡议书》。1991年第七届全国人大四次会议通过的《中华人民共和国国民经济和社会发展十年规划和第八个五年计划纲要》也明确提出要“大力推广普通话”。1990年国家语委明确以广东、福建两省和上海市作为南方方言区推广普通话的重点地区。1991年派出专门的调查组深入广东、福建的一些地区做了较为深入的调查研究，就两省推广普通话的工作提出建议。2001年《中华人民共和国国家通用语言文字法》施行，确立了普通话“国家通用语言文字”的法定地位，规定“学校及其他教育机构通过汉语文课程教授普通话和规范汉字。”“广播电台、电视台以普通话为基本的播音用语”。北京大学教授苏培成认为学校更是贯彻“说普通话、写规范字、正确使用汉语拼音”的主要园地，认为“学生从小养成正确使用祖国语言文字的能力与习惯，才有可能真正推动我国语言文字的规范化进程”。
在东南亚华人社区，「华语」特指現代標準漢語，而不指东南亚华人最常见的母语（几种汉语南方方言）或其他北方方言。东南亚华语的标准语大致继承老派国语-普通话的体系，但是当地自1919年五四运动后推广标准汉语以来，已经出现具当地特色的华语，如新马华语。日常生活中人们的发音、词汇甚至语法往往带受母语方言和非汉语（如马来语及英语）的影响，与國語、普通話有一定的差别。

### 投票轶闻
网络流传西南官话、吴语、粤语以“一票之差”败给北京话，差点当选为现代标准汉语。然而，北京话自清末以来在北京一直就是官方话，无论是中华民国还是中华人民共和国政府都从未以投票形式决定官方話。投票传言的来源之一是1913年（民国2年）2月15日由中华民国教育部国语统一筹备会举行的读音统一大会，会上以一省一票的机制对6500个字的“国音”进行投票审定，但并无将任何方言票选为国语的议程；另一来源则是1955年由中国科学院举行的现代汉语规范问题学术会议，惟会上代表一致赞成将北京音定为官方音，亦没有投票。
美國也有一個流傳已久的很相似的傳說，稱為米倫伯格傳說。傳說美國首位眾議院議長，本身為德裔美國人的弗雷德里克·米倫伯格投了關鍵的一票，令德語以一票之差未能成為美國的國家官方語言。這個傳說也已經查證為虛構。

## 地位
現代標準漢語是中華民國與之後中華人民共和國的官方語言，在新加坡是四種官方語言之一，也是联合国六種正式語文之一。

### 中国大陆
在中国大陆，“推广普通话”是一项重要政策，并写入宪法（《中华人民共和国宪法》第十九条）。过去，方言的使用受到限制。近年来，这种限制有所放开，各个地方电视台方言类节目层出不穷，不少城市有方言类新闻节目和电视剧，但多以娱乐类为主，例如安徽台的情景喜剧《我爱饭米粒》、重庆台的《雾都夜话》、《生活麻辣烫》；上海台的情景喜剧《啼笑往事》；苏州台的《民生在线》、《施斌聊斋》等；南通台的《总而言之》；吉林台的《紅男綠女》；湖南经视的《一家老小向前冲》；江西台的《松柏巷里萬家人》等。为提升普通话普及率，中華人民共和國教育部推行“普通话成为校园语言”运动，致使一些学校某些时期出现了禁止学生讲方言的情况。有观点认为，一面倒的「推普政策」致使九十年代生的小孩子无法流畅使用方言，只懂說普通話，方言和地方文化的传承出现断层，可能会灭绝。有些观点则认为，「推廣普通話」有利于不同地区的中国人交流，也便于外国人与不同地区中国人交流。但方言承载着大量的口头文学遗产，例如苏州评弹、河南豫剧、绍兴越剧、成都川剧、温州南戏等曲艺或戏曲都诞生于方言基础。消灭方言将导致这些丰富的非物质文化遗产的濒临灭绝。并且方言是乡情的纽带。人为割断这种纽带，可能会加速地方性传统文化的破坏。教育部语言文字应用管理司司长徐晓萍表示，推广普通话和使用传承方言并不矛盾。
山东大学学者钱曾怡认为，方言本身就是一种地域文化，也是地域文化的载体。我国丰富悠久的地域文化借方言传承；同乡之间、家人之间的亲和力，也常由方言维系。应在“推广普通话”的前提下，普通话跟方言互相补充、共同繁荣。
改革开放以前，习惯说普通话的人很少，人们在生活中往往使用当地方言进行交流。隨著推普的持续进行，以及近年来广播电视等媒体的作用，这种现象已经出现很大的变化。截至2021年，普通话普及率达到80.72%，比2000年的53.06%提高了27.66个百分点，完成语言文字事业“十三五”发展规划确定的目标。发达地区的普通话普及程度较高，但日常生活中本地人间多以方言交流。普通话甚至变成异乡人后代的主要語言。更有人指「普通话教学」即是「母语教学」，此番言论更激发方言保护者的舆论挞伐。关于“是否应该推普”、“推普同时是否要限制方言使用”、“推普是否必然造成方言萎缩”等问题，在民间一直有争论。
在许多特定场所，如大型机构、地级以上政府部门、高等院校，規定普通话是唯一的正式语言，一般不会在這些场所中使用除了普通话外的其他方言。但是局部的村镇由於本地人佔多数，官方仍以当地方言作一般交流。各地的本地人在公共场合与外地人交流多使用普通话，当地人之间交流一般使用方言，然而对于1990年代后出生的年轻一代人来说普通话的影响越来越大。在北方使用冀鲁官话、晋语的部分地区的许多城市和南方个别城市，已经出现一些当地年轻人不会说当地方言，只会说普通话的情况；在其它地区，城市年轻人的母语也受到了普通话的影响，方言表达能力相对上一代有不同程度的减弱，即使讲方言也会偶尔夹杂普通话。
普通話与北京话有些许差异。在经济发达的深圳、上海等城市，普通话普及率高，但日常生活中本地人多以方言交流。在普通话逐渐侵蚀方言的背景下，就连以往的区域强势方言——四川话也未能幸免，出现了老派与新派的分歧。而老派方言者在逐年减少，新派方言者逐年增加，使得目前的四川话与普通话的互通程度，相对以往来说更高了。
在包头、乌海等新兴移民城市，由于第一代定居者来自全国各地，因此从第二代移民起形成了以普通话为母语的人群。 
普通话在乡村的普及率较城市低，但逐年提高。乡村方言保留着比较多的古汉语词汇，某些方言词汇无法用普通话准确表达，甚至有时普通话被村民认为是场面上的“官话”，有时说普通话会被嘲笑是“拿腔拿调”。

### 臺灣
根據國語推行委員會統計，臺灣能聽講國語人口達90％（中國大陸的普通話普及率約九成）。臺灣目前的政策是推廣母語，但由於先前中華民國政府的政策與大眾媒體的強勢作用，包括電視節目、電視廣告、出版物等使用的語言仍然以國語為主。
根據語言學家洪惟仁於台鐵主要車站的調查，除了部份小型車站以外，國語的使用量大於40%，台北、桃園等北台灣大車站甚至超過60%，並且有向其他地方語言擴張的趨勢。

### 香港
英屬香港時代，英語長期是香港唯一法定語文；直至1971年，中文才定為另一種法定語文。中英兩種語文並行之法律地位，是由《香港法例》第5章《法定語文條例》確立，但它並沒有說明中文是以何種書寫或口頭方式表達，例如粵語、普通話抑或繁體中文。1997年香港交接後，中文和英文仍是香港法定語文，同時，特區政府提倡兩文三語，書寫中、英兩文。語言則說粵語、英語和普通話三語。香港立法會會議或政府新聞發佈會等行政人員一般用粵語和英語回應，如有需要，會有傳譯員提供粵語、英語、普通話三種語言的同声翻译。政府部門網頁設有繁、簡、英三種版本。社會上，粵語和繁體中文具主流地位，不過隨着與中國大陸交流增加，香港人對簡體中文認識逐漸增加，部份人因方便而使用簡化字，會說普通話的人也越來越多。
中學教育方面，特區政府推行母語教學政策（除英文、英國文學等科目外，使用粵語授課），但保留一百多所全面採用英語授課的中學，但教中文、中國文學等科目會使用中文（粵語），學校另有普通話老師教學生普通話科，讓學生學習。香港考試及評核局考試提供中英兩個版本的試卷（中國語文、中國文學、中國歷史、英國語文、英國文學等科目除外）。近年港府提倡以普通話教中文（普教中），部分學校於是推行普教中計劃，不過，此舉在社會上引起爭議。支持人士認為普教中能使「聽、說、讀、寫」統一起來，減少文言用詞及廣東俚語入文，提高學生普通話能力和整體語文水平等，反對者認為粵語已在香港通用超過百年，處絕對的母語地位，在缺乏普通話在社會實踐（例如立法會、施政報告）、普通話師資欠培訓的情形下強推普教中會適得其反，使學生不明白課堂所授，結果語文能力不升反跌。而以粵語教授古代經典和文言文會能讀出入聲，較少同音字，學生會更容易吸收。

### 澳門
澳門主要語言是粵語、葡萄牙語及英語。

### 新加坡
在新加坡，華語是四種官方語言之一。自新加坡1965年建國以來，雙語教育即成為主流教育體系的基石。所有新加坡學生除以英語為主要教學語言外，還必須修讀所屬族群的「母語」課程。新加坡推行以英語為主、族群「母語」（實際上是政府規定的族群的共通語）為輔的雙語教育政策是人民行動黨政府基於國家發展和族群團結所作出的選擇。至21世紀初，英語已成為本地強勢語言，主導日常生活、大部份工作及跨族群交流，接近為實質上的「國家語言」（法律上的國語仍是马来语），並在未來有著取代族群「華語和其他語言」的可能性。
在新加坡華族社群，華族學生必須接受「英文為主，華文為輔」的雙語教育體制，在基礎教育階段修讀十到十二年的華文課程。但相對于英語應用能力，華語在新加坡的教育體系只是單科，教學時間有限，本地學生聽說能力還行，「讀寫能力」卻不斷弱化。到了現在，新加坡華人時不時在華語夾雜英文，甚至出現了不會說華語而只會說英語的情況，被習用華語的華人戲謔地稱為“香蕉人”。

### 马来西亚
马来西亚的國語是马来语，此外英语也是官方語言；英语、马来语、華語、淡米尔语皆为受承认的教育语言。多数馬來西亞華人和不少马来人都会讲華語，馬來亞独立后，国民型华文小学和华文獨立中學都以華語为教学媒介语，而大多数的国民型华文中学也规定華語为必修科。在1920年代中後期，開始推廣華語之初，馬來西亞華人带有浓厚方言腔、低音阶的馬國式華語口音被新加坡華人称为“联邦腔”。但相比起新加坡华人，马来西亚华人的听，说，写，读能力普遍上更好，有时甚至远超对方，被广泛认为是中，台，港，澳地区华人外华语能力最强的人。
如今，華語的推廣至今已經在整個大馬華人社區持續了三代以上，廣泛的流行亦加速語言的異變，政治上的不同，加上地理位置確實和兩岸三地有一段距離，當地特色的馬來西亞華語已經成型。

## 音系
現代標準漢語基本沿袭北京话的语音系统，但各地標準略有差異。現代標準漢語的音系常用音節作爲分析單位，一個音節往往對應一個漢字，由聲母、韻母和聲調組成。

### 聲母
不包含零声母在内，現代標準漢語的声母如下表所示：（部分分析不承认齦顎音的独立地位，而将其視為軟顎音的同位異音，詳見現代標準漢語音系）
|        |        | 雙唇音    | 唇齒音   | 齒齦音     | 捲舌音      | 齦顎音     | 軟顎音    | 聲門音         |
| ------ | ------ | --------- | -------- | ---------- | ----------- | ---------- | --------- | -------------- |
| 鼻音   | 鼻音   | /m/ m ㄇ  |          | /n/ n ㄋ   |             |            |           |                |
| 塞音   | 不送氣 | /p/ b ㄅ  |          | /t/ d ㄉ   |             |            | /k/ g ㄍ  | /ʔ/ （無聲母） |
| 塞音   | 送氣   | /pʰ/ p ㄆ |          | /tʰ/ t ㄊ  |             |            | /kʰ/ k ㄎ |                |
| 塞擦音 | 不送氣 |           |          | /ts/ z ㄗ  | /ʈʂ/ zh ㄓ  | /tɕ/ j ㄐ  |           |                |
| 塞擦音 | 送氣   |           |          | /tsʰ/ c ㄘ | /ʈʂʰ/ ch ㄔ | /tɕʰ/ q ㄑ |           |                |
| 擦音   | 清音   |           | /f/ f ㄈ | /s/ s ㄙ   | /ʂ/ sh ㄕ   | /ɕ/ x ㄒ   | /x/ h ㄏ  | (/h/ h ㄏ)     |
| 擦音   | 濁音   |           |          |            | (/ʐ/ r ㄖ)  |            |           |                |
| 近音   | 近音   |           |          | /l/ l ㄌ   | /ɻ/ r ㄖ    |            |           |                |

|          | 唇音 | 唇音 | 唇音 | 唇音 | 舌尖音 | 舌尖音 | 舌尖音 | 舌尖音 | 舌根音 | 舌根音 | 舌根音    | 舌面音 | 舌面音 | 舌面音 | 捲舌音 | 捲舌音 | 捲舌音 | 捲舌音    | 齿龈音 | 齿龈音 | 齿龈音 |
| -------- | ---- | ---- | ---- | ---- | ------ | ------ | ------ | ------ | ------ | ------ | --------- | ------ | ------ | ------ | ------ | ------ | ------ | --------- | ------ | ------ | ------ |
| 國際音標 | /p/  | /pʰ/ | /m/  | /f/  | /t/    | /tʰ/   | /n/    | /l/    | /k/    | /kʰ/   | /x/ ~ /h/ | /tɕ/   | /tɕʰ/  | /ɕ/    | /ʈʂ/   | /ʈʂʰ/  | /ʂ/    | /ɻ/ ~ /ʐ/ | /ts/   | /tsʰ/  | /s/    |
| 漢語拼音 | b    | p    | m    | f    | d      | t      | n      | l      | g      | k      | h         | j      | q      | x      | zh     | ch     | sh     | r         | z      | c      | s      |
| 注音符號 | ㄅ   | ㄆ   | ㄇ   | ㄈ   | ㄉ     | ㄊ     | ㄋ     | ㄌ     | ㄍ     | ㄎ     | ㄏ        | ㄐ     | ㄑ     | ㄒ     | ㄓ     | ㄔ     | ㄕ     | ㄖ        | ㄗ     | ㄘ     | ㄙ     |

### 韻母
近代漢語根据介音把韵母分为四类，称为開齊合撮四呼：
- 開口呼：無介音，開頭為/a/、/ɤ/等母音（漢語拼音：a, ê, o, e；注音符號：ㄚ、ㄝ、ㄜ、ㄛ）。
- 齊齒呼：以/i/作為開頭介音（漢語拼音：i；注音符號：ㄧ）。
- 合口呼：以/u/作為開頭介音（漢語拼音：u；注音符號：ㄨ）。
- 撮口呼：以/y/作為開頭介音（漢語拼音：ü；注音符號：ㄩ）。

現代標準漢語的韻母組合列表如下：
|             | 開口呼    | 開口呼    | 開口呼 | 開口呼    | 齊齒呼    | 齊齒呼     | 齊齒呼 | 齊齒呼    | 合口呼    | 合口呼     | 合口呼 | 合口呼    | 撮口呼    | 撮口呼    | 撮口呼 | 撮口呼 |
| 國際 音標   | 漢語 拼音 | 注音 符號 | 範例   | 國際 音標 | 漢語 拼音 | 注音 符號  | 範例   | 國際 音標 | 漢語 拼音 | 注音 符號  | 範例   | 國際 音標 | 漢語 拼音 | 注音 符號 | 範例   |        |
| ----------- | --------- | --------- | ------ | --------- | --------- | ---------- | ------ | --------- | --------- | ---------- | ------ | --------- | --------- | --------- | ------ | ------ |
| 開 韻 尾    | /ɹ̩~ɻ̩/     | -i        | ㄭ     | 时的韵母  | /i/       | yi/-i      | ㄧ     | 亿        | /u/       | wu/-u      | ㄨ     | 五        | /y/       | yu/-ü     | ㄩ     | 与     |
| 開 韻 尾    | /ä/       | a         | ㄚ     | 阿        | /jä/      | ya/-ia     | ㄧㄚ   | 鸭        | /wä/      | wa/-ua     | ㄨㄚ   | 瓦        |           |           |        |        |
| 開 韻 尾    | /ɤ/       | e         | ㄜ     | 俄        | /je̞/      | ye/-ie     | ㄧㄝ   | 也        | /wo̞/      | wo/-uo     | ㄨㄛ   | 我        | /ɥœ̜/      | yue/-üe   | ㄩㄝ   | 乐     |
| 元 音 韻 尾 | /ai̯/      | ai        | ㄞ     | 艾        | /jai̯/     | yai        | ㄧㄞ   | 崖*       | /wai̯/     | wai/-uai   | ㄨㄞ   | 外        |           |           |        |        |
| 元 音 韻 尾 | /ei̯/      | ei        | ㄟ     | 欸        |           |            |        |           | /wei̯/     | wei/-ui    | ㄨㄟ   | 卫        |           |           |        |        |
| 元 音 韻 尾 | /ɑu̯/      | ao        | ㄠ     | 凹        | /jɑu̯/     | yao/-iao   | ㄧㄠ   | 幺        |           |            |        |           |           |           |        |        |
| 元 音 韻 尾 | /ou̯/      | ou        | ㄡ     | 欧        | /jou̯/     | you/-iu    | ㄧㄡ   | 又        |           |            |        |           |           |           |        |        |
| 元 音 韻 尾 | /äɚ̯/      | er        | ㄦ     | 二        |           |            |        |           |           |            |        |           |           |           |        |        |
| 鼻 音 韻 尾 | /an/      | an        | ㄢ     | 安        | /jɛn/     | yan/-ian   | ㄧㄢ   | 煙        | /wan/     | wan/-uan   | ㄨㄢ   | 万        | /ɥœ̜n/     | yuan/-üan | ㄩㄢ   | 元     |
| 鼻 音 韻 尾 | /ən/      | en        | ㄣ     | 恩        | /in/      | yin/-in    | ㄧㄣ   | 尹        | /wən/     | wen/-un    | ㄨㄣ   | 文        | /yn/      | yun/-ün   | ㄩㄣ   | 云     |
| 鼻 音 韻 尾 | /ɑŋ/      | ang       | ㄤ     | 昂        | /jɑŋ/     | yang/-iang | ㄧㄤ   | 央        | /wɑŋ/     | wang/-uang | ㄨㄤ   | 亡        |           |           |        |        |
| 鼻 音 韻 尾 | /ɤ̞ŋ/      | eng       | ㄥ     | 鞥        | /iŋ/      | ying/-ing  | ㄧㄥ   | 英        | /wɤ̞ŋ/     | weng       | ㄨㄥ   | 瓮        |           |           |        |        |
| 鼻 音 韻 尾 | /ʊŋ/      | -ong      | -ㄨㄥ  | 中的韵母  | /jʊŋ/     | yong/-iong | ㄩㄥ   | 永        |           |            |        |           |           |           |        |        |
注释：
- “知”、“蚩”、“诗”、“日”、“资”、“雌”、“思”等字的韵母稱為「空韻」。注音符號以單獨的ㄓ、ㄔ、ㄕ、ㄖ、ㄗ、ㄘ和ㄙ表示發音，如需特別表示韻母則寫作「ㄭ」，而漢語拼音則統一用i標示。
- 北方腔調的漢語有「儿化音」，注音符號會將「兒」字獨立標音為「ㄦ」；漢語拼音作為韵尾的时候写成「r」且與前一字組成一個音節。例如：门儿（menr）。
- uo／ㄨㄛ在b／ㄅ、p／ㄆ、m／ㄇ、f／ㄈ之後拼為o／ㄛ；例如：

“博（bó／ㄅㄛˊ）”、“婆（pó／ㄆㄛˊ）”、“魔（mó／ㄇㄛˊ）”和“佛（fó／ㄈㄛˊ）”。
- 注音的ㄧㄡ、ㄨㄟ和ㄨㄣ等韻母，漢語拼音將其寫成iu、ui和un，其實際上分别為iou、uei和uen的縮寫；例如：

“牛（niú）”、“归（guī）”和“论（lùn）”。其他縮寫和改寫規則參考相关条目。
- iai／ㄧㄞ的韻字很少：

1. 中國大陸將iai／ㄧㄞ併入ia／ㄧㄚ而不用。
2. 台灣繼續使用，但僅限於“啀”、“崖”、“睚”、“娾”和“厓”。

### 聲調

普通話使用五度標記法標記四聲的音值

現代標準漢語中，除輕聲外共有四個聲調：阴平、阳平、上声、去声。
| 調序 | 調名 | 調值(北京) | 調值(北京) | 調值(臺北)[69][70] | 漢語拼音調號 | 注音符號調號 | 備註                                                                                              |
| ---- | ---- | ---------- | ---------- | ------------------ | ------------ | ------------ | ------------------------------------------------------------------------------------------------- |
| 1    | 陰平 | ˥          | 55         | 44                 | ˉ            | ˉ（可省略）  |                                                                                                   |
| 2    | 陽平 | ˧˥         | 35         | 323                | ˊ            | ˊ            |                                                                                                   |
| 3    | 上聲 | ˨˩˦/˨˩     | 21(4)      | 312                | ˇ            | ˇ            | 調值214為「全上」聲，後接他調連讀時讀為21，即「前半上」，後接上聲連讀時讀為14，即「後半上」。[71] |
| 4    | 去聲 | ˥˩         | 51         | 42                 | ˋ            | ˋ            |                                                                                                   |
| －   | 輕聲 | ˨/˧/˦/˩    | 2/3/4/1    |                    | 无           | ˙            | 调值随前音节声调和语调而不定。                                                                    |

### 超音节发音
現代標準漢語在读词句时，字的发音会有一定的变化，例如变调、轻声和儿化。

## 記音

### 傳統
由於漢字不完全表音的特性，從古至今產生了多種多樣的記音法。最早的漢語字書中採取同音相注的直音法，中古時期受悉曇學影響產生了以上字之聲切下字之韻的反切法，這兩種注音方法作爲數千年間記錄漢語發音的通例，留下了對於音韻學的研究具有重大意義的大量材料。然而這兩種古法都有各自的侷限性，不能充分反應漢語的音系。
此外，亦有等韻圖等方式以描寫漢語音系。

### 近代
16世紀後，隨歐洲與中國的交流，以拉丁文譯寫，
19世紀至20世紀，產生了多種多樣的漢字拉丁化方案，如威妥瑪拼音、國語羅馬字、拉丁化新文字、漢語拼音等。
清朝末年切音字運動興盛，除了以拉丁文進行轉寫的方案外，還產生了由章太炎參考日語片假名，以篆字爲基礎創制的注音符號。
另外，速記系統也在漢字記音歷史中扮演了一定的角色。

### 現代
20世纪，一些意見认为汉语应该走抛弃汉字的汉字拉丁化道路。這個意見認為中國之弱就在於漢字難讀、難寫和難認，所以拋棄漢字才能使中國變強。所以漢語拉丁化要先簡化漢字、最終則是用拉丁字母來書寫漢語語音。為了達成這個目標，中华人民共和国政府在1958年推出標準漢語拼音方案，因為最終目的是不要讓幼童有中文方塊字的包袱，所以將注音符號中的21個聲母都指派一個拉丁字母來表示，比如說c=ㄘ、q=ㄑ、x=ㄒ、z=ㄗ和zh=ㄓ都是比較特殊的強制性規定，而韻母則由注音符號轉寫為拉丁字母。但是由於注音符號在創制時，為了配合開齊合撮的等韻傳統，所以規定ㄧㄢ不念ian而要念ien；相對的ㄩㄢ也不念üan而念üen。這些轉音規定在制定漢語拼音方案時仍然留下影響，比如淹就拼yan而不是如威妥瑪式的yen。由于汉语拉丁化运动采取的是汉语标准语的语音系统，因此汉语拼音得到了运动支持者的重视。但完全以漢語拼音取代漢字的漢語拉丁化最后被徹底放弃，技術上是基于汉语包含非常多同音字和词，漢語拼音無法提供足夠分辨的線索而徒增溝通困難。而更根本的是，使用文字與國家強弱的關聯有限，過去認為漢字不利於掃盲的觀點被實際掃盲成果否定，中國後來的快速發展也否定了“漢字不滅，中國必亡”（魯迅所說）之類的文化不自信的觀點。
隨著中國大陸的發展，汉语拼音的標音系統在國際間也越來越盛行。联合国和其他国际组织现在也部分採用汉语拼音。2009年起，台湾的中文译音也采用了汉语拼音。

## 语法
現代標準漢語以典範的現代白話文著作為文法規範，典範的現代白話文著作是指現代優秀作家、理論家如魯迅、郭沫若、茅盾等人的代表性優秀作品，毛澤東、周恩來等人的論著和國家發布的各種書面文件如法律文本、通告、政令等。1898年，马建忠以印欧语系的语法为基础，发表了第一本汉语语法专著即《马氏文通》，从此奠定了所谓的现代汉语语法的基础。
国语运动以及新文学运动以来，不少语言学家投入现代汉语语法研究。初期有刘复的《中国文法通论》、金兆梓的《国文法之研究》，以及后来黎锦熙的《新著国语文法》（1924）、王力《中国语法理论》、高名凱《汉语语法论》、吕叔湘《汉语语法分析问题》、朱德熙《语法答问》。如《新著國語文法》的最大特點是在最大程度上仿照英語文法。《新著國語文法》在民国时代讲现代汉语语法的著作中，影响最大。在以上专家语法的基础上，国家教育系统颁布一类教学语法。教学语法又称学校语法。
1951年6月6日，《人民日报》发表题为《正确地使用祖国的语言，为语言的纯洁和健康而斗争！》的社论，号召人们学语法、修辞和逻辑，从同一天起连载吕叔湘、朱德熙的《语法修辞讲话》。1954年中共中央决定在全国中学实行汉语、文学分科教学，责成人民教育出版社组织力编写《汉语》和《文学》教科书。从1954年初拟订，全国语法学界和广大语文教师共同努力，花了两年半时间经过试教、修改、审订终于形成《暂拟汉语教学语法》1959年得以颁行。期间张志公和王力编写《語法和語法教学——介绍暫拟汉语教学語法系統》，供中学语文教师参考。“暂拟汉语教学语法系统”是共和国的第一个教学语法系统，尽可能集中各家语法研究的成果而又便于进行基础教学的一个语法系统。根循《暂拟系统》，1955年至1957年陆续编写出版了初级中学《汉语》课本，1959年又根据《汉语》课本,改编、出版了《汉语知识》。1981年,全國語法學界在哈爾濱舉行全國語法和語法敎學討論會，研究修訂「暂拟汉语教学语法系统」。1984年教育部和人民教育出版社主持了“暂拟汉语教学语法系统”的讨论，对《暂拟汉语教学语法》进行了修订，人民教育出版社中学语文室制定的《中学教学语法系统提要》中的语法系统成为了现代汉语语法学的蓝图。胡裕树、黄伯容、张斌编写的各类称作《现代汉语》的教科书。
现代汉语语法是句式使用「主謂賓」的結構，經常使用「的、地、得」，以及甚少語氣助詞。現代標準漢語雖然摒棄了文言文的表達方式，但在許多官方或正式文件仍遵從這種方式。而在其他許多華人社會的現代文章中，經常會用到曾經歷幾個朝代全國各省通用文言文中的通用字、詞或成語以令句子更為簡潔文雅，如之（的）、其（他）、甚（很）等等。

## 地方差异
北京话、普通话、國語、新加坡華語、馬來西亞華語等在语音、词汇等方面有少許差異。要注意的是北京方言并不属于一种标准语，因为它是未经整理和标准化的北京城区方言。以上的几种标准语都是以北京话这种方言为基础来进行标准化的产物。

### 标准口音
語音方面，普通話“以北京语音为标准音”，而不是“以京音為主、也兼顧其他方音”，語音標準是就整體而言，並非北京話每個音都是規範和標準。国语、普通话、华语三大系统内部还存在“标准口音”和“非标准口音”的区别。从这个角度上说，汉语标准语构成了汉语的一種大类“方言”。即使是標準，三地也有區別，如「消息」一詞。中國大陆「息」讀輕聲，台灣讀二聲，新馬同台湾（如同“休息”的“息”字读音，音同“席”）。
国语的情况与之相似：老派国语、新派國語都是被视为标准的；华语的情况则有些不同。學習普通話及口音的有无與出身地域與教育程度有相當關係。不标准的普通话古称“蓝青官话”，蓝青即是暗指发音夹杂方言口音。
标准口音和非标准口音之间并没有严格的界限。以普通话为例，绝大多数汉语使用者，包括许多播音员，其普通话都是带有口音的。但事实上，许多人普通话的发音方式和口音用词上偶尔违反了“中国国家语言文字标准”。
1. 明显受方言或其它语言影响的普通话，一般都会视为带有口音。例如，声调系统与普通话声调系统差异过大，或有过多的字发音不準。但台灣的取音不同與中國大陸，如「垃圾」、「崖」，國語讀「ㄌㄜˋㄙㄜˋ/lèsè」、「ㄧㄞˊ/yái」，普通話讀「lāji/ㄌㄚㄐㄧ˙」、「yá/ㄧㄚˊ」。
2. 官话内部的一些方言，使用时基本不影响交流。而这些方言是否被视为带有口音的标准普通话，则因人而异。例如，通常所称的“京味”、“东北味”普通话，实际上是北京方言和东北官话。

### 詞彙差別
臺海兩岸在某些習慣用語上，經過長時間的隔絕，也有某些程度的差異。這些差異中，有些是因為中華民國國語保留了1949年以前在中國大陸所使用的一些語彙，而這些語彙在中國大陸則由於種種因素而不再使用，或者是比較少使用。例如：
「里」、「里長」：里相當於中國大陸的社區，而里長相當於社區居民委員会主任。台灣也有社區一詞，但不用在法定行政區劃上。
「鄰」、「鄰長」：鄰相當於中國大陸的村民或居民小組，而鄰長相當於小組組長。
以下的例子中，在括号内的词都是中国大陸的替代用词，例如：
- 「次長」（中華民國文官體制，次長約略同於中華人民共和國副部長）
- 「班級導師」（班主任）
- 「學藝股長」（学习委员）

等，這些詞語都是1949年以前的常用詞，也繼續在國語中經常使用。但是，中國大陸則是使用其他詞語來替代。 
「先生」、「小姐」、「太太」、「老闆」、「男士」、「女士」等1949年以前的常用稱謂詞語，中國大陸在1949年至1979年一般避免使用，改革開放後逐漸重新使用。
國語與普通話的詞彙相比，國語的詞彙除了融入部分臺灣閩南語、客語或「日語」（大部分透過台灣本地語言進入日常用語非直接受日本影響）外，還有一個特點是保留較多的古語詞，如“定谳”。國語的另一個特點是保留了一些1949年前中華民國使用的詞語。由於中華民國政府遷臺後在臺灣各地成立許多眷村，各省或幫派間詞彙亦有少部份成為國語的詞源，例如條子（警察）、馬子（女性，女友）。國語中亦出現很多國字頭的詞語，如國樂、國文、國中、國字、國立、國粹等，其「國」字可能代表：國民、中華民國、國家、或者是中華傳統文化等。
同樣地，中國大陸由於宣傳上強調「人民當家做主」，故名稱多有「人民」字樣，如人民政府、人民路、人民警察、人民醫院、人民公社（已廢除）、人民公園等。中華人民共和國成立後出現了許多新名詞，如「武鬥」「批鬥」「知青」「老三屆」「自衛反擊戰」「下海」，然而這些用法在1980年之後漸漸減少，同時一些1949年前的舊稱呼重新出現。現今的網路事件也造就許多新詞彙。
此外，兩岸對新名詞的不同譯名也是詞彙差異的一大來源，特別是在於新出現的科技等詞彙上。港台多稱「原子筆」，在中國大陸多稱「圆珠笔」。雖然中國大陸和台灣在20世纪中叶分隔后交流较少，然而由於內地與香港並未隔絕，香港還是有相當多的詞彙引入內地南方，如廣東也是稱作「原子筆」。自1980年代以来，由于科技术语的不同，两岸词汇的分歧更加明显。
同样使用简化字的地区，如中国大陆和新加坡，用词的习惯也稍有不同。正體中文的文献，如果仅在文字上转换为简化字形式，根据规范的要求，通常还不算作简体中文。現在，「現代標準漢語」的三個名稱恰好體現了地方用語的差别，如「普通話」（中国大陆、港澳）、「國語」（台灣、港澳）、「華語」（馬來西亞、新加坡）。
以上的差異用詞，一般使用時，對方都能大概理解。在近幾年隨著網路交流、電視娛樂節目變得普及，兩岸三地的用詞開始有重新融合的趨勢。譬如「粉絲」對追星族、球迷、影迷的統稱；諸如此類，都是在兩岸三地，自1980年代開放接觸與交流之後，文化呈現的融合之勢。

## 延伸閱讀
- 黄伯荣、廖序东. . 2002. ISBN 7-04-010638-8.
- Duanmu, San.  2nd. Oxford: Oxford University Press. 2007.
- Lin, Yen-Hwei. . Cambridge: Cambridge University Press. 2007.
- Lee, Wai-Sum; Zee, Eric. . Journal of the International Phonetic Association. 2003, 33 (1): 109–112. ISSN 0025-1003. doi:10.1017/S0025100303001208.

## 外部連結
- 汉语拼音方案
- 沈炯：普通話與北京語音
- 普通話語音